# Coma (ottica)

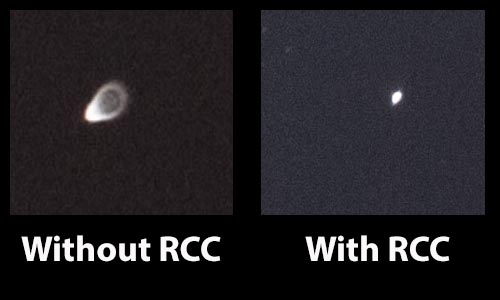
Esempio dell'effetto in astrofotografia (RCC si riferisce al "Baader Rowe Coma Corrector")

La coma è un'aberrazione ottica che deriva il suo nome dal caratteristico aspetto a cometa delle immagini create dai sistemi ottici che presentano tale difetto.
La coma si ha quando l'oggetto ripreso è spostato lateralmente rispetto all'asse del sistema di un angolo θ. I raggi che passano per il centro di una lente con distanza focale f, sono focalizzati alla distanza f tgθ. I raggi che passano in periferia sono focalizzati invece in un punto diverso sull'asse, più lontano nel caso della coma positiva e più vicino nella coma negativa.
In generale, un fascio di raggi passanti per la lente ad una certa distanza dal centro, è focalizzato in una forma ad anello sul piano focale. La sovrapposizione di questi diversi anelli origina una forma a V, simile alla coda di una cometa (da cui il nome: in Latino coma = chioma). Come per l'aberrazione sferica, la coma può essere ridotta (e in alcuni casi eliminata) scegliendo opportunamente la curvatura delle lenti in funzione dell'uso.